# Meranti (Renah Pamenang)
Meranti is een bestuurslaag in het regentschap Merangin van de provincie Jambi, Indonesië. Meranti telt 3050 inwoners (volkstelling 2010).